# 마테우스 갈리아누 다 코스타
마테우스 갈리아누 다 코스타(Mateus Galiano da Costa)는 흔히 마테우스(Mateus)로 잘 알려진 앙골라의 축구 공격수이다.